# 坎寧市
坎寧市（英語：City of Canning）乃澳大利亞西澳大利亞州伯斯大都會內的一個地方政府，位於府城之東南10公里；市轄境有64.8平方公里。2008年，有居民84,974人。

## 議會
市議會有議席9座，分由3個選區，分別選出3位議員，市長為直選。

## 外部連結
- 坎寧市政府官方網站
- 坎寧市地圖（Google）